# Brad Downey
Brad Downey (* 1980 in Louisville, Kentucky) ist ein US-amerikanischer Künstler. Er lebt in Berlin.

## Leben
Downey wurde in Louisville geboren und reiste als Mitglied einer United-States-Marine-Corps-Familie durch das ganze Land. 1998 zog er nach New York und begann ein Film-Studium an dem Pratt Institute in Brooklyn. Er schloss 2003 sein Studium ab. Seine Abschlussarbeit ist ein Dokumentarfilm über Straßenkunst mit dem Titel Public Discourse. Dieser wurde weltweit gezeigt, unter anderem im Londoner Institute of Contemporary Arts und beim Copenhagen International Documentary Festival.
2003 zog Downey nach London und erwarb an der Slade School of Art in London bei Bruce McLean einen Master-Abschluss in Malerei und Skulptur.
Er erlangte Bekanntheit durch seine Zusammenarbeit mit dem Street-Art-Künstler Leon Reid IV A.K.A. VERBS, A.K.A Darius Jones die auch Thema eines Romans wurde.

## Werk
Downey erschafft meist dreidimensionale Objekte im öffentlichen Raum. Er selbst bezeichnet diese Werke als Skulpturen. Dabei hat seine Kunst auch einen starken performativen Charakter.
2008 sprühte Downey grüne Farbe auf die Schaufenster des KaDeWe – im Auftrag von Lacoste.
Seine Werke sind unter anderem in der Sammlung Reinking vertreten.
Eine 2019 von ihm angefertigte Holzstatue der US-amerikanischen First Lady Melania Trump nahe der slowenischen Stadt Sevnica, wo Melania Trump aufgewachsen war, wurde am 4. Juli 2020 von Unbekannten mutwillig in Brand gesteckt und wegen der dadurch verursachten Beschädigung entfernt.

## Ausstellungen
- Urbis in Manchester
- Tate Modern
- Künstlerhaus Bethanien in Berlin
- Basil Art Fair in Miami
- ICA in London
- Mass MOCA, USA
- Peacock Visual Arts, Schottland
- 2008: fresh air smells funny, Kunsthalle Dominikanerkirche, Osnabrück.[7][8]
- 2008: Call it what you like! Collection Rik Reinking, KunstCentret Silkeborg Bad, Dänemark.[9][10]
- 2009: ARTotale der Leuphana Universität Lüneburg.[11][12]
- 2009: Urban-Art – Werke aus der Sammlung Reinking, Weserburg Museum für moderne Kunst, Bremen.[13][14]
- 2011: Street Art – meanwhile in deepest east anglia, thunderbirds were go…, Von der Heydt-Museum, Kunsthalle Barmen, Wuppertal.[15][16]
- 2013: POESIA – Werke aus der Sammlung Reinking, Städtische Galerie Delmenhorst, Delmenhorst.[17]
- 2017: Magic City – Die Kunst der Strasse

### Presse
- tall bench
- heart cut
- Interview im Tip, 2008
- Interview with Brad Downey in Chief Magazine